# Lotus glacialis
Lotus glacialis är en ärtväxtart som först beskrevs av Pierre Edmond Boissier, och fick sitt nu gällande namn av Carlos Pau. Lotus glacialis ingår i släktet käringtänder, och familjen ärtväxter. Inga underarter finns listade i Catalogue of Life.